# Syntretus brevicornis
Syntretus brevicornis är en stekelart som beskrevs av Muesebeck 1936. Syntretus brevicornis ingår i släktet Syntretus och familjen bracksteklar. Inga underarter finns listade i Catalogue of Life.